# Zbiornik retencyjny na Lutyni
Planowany zbiornik retencyjny na rzece Lutynia ma być zlokalizowany w 90% na terenie gminy Dobrzyca (wieś Lutynia) i w pozostałej części na terenie gminy Kotlin. Tama ma powstać we wsi Wilcza (gmina Kotlin). Powierzchnia zbiornika wyniesie szacunkowo 61,9 ha, a jego objętość jest szacowana na 1255 tys. m³. Długość zbiornika przy maksymalnym poziomie piętrzenia będzie wynosiła 3823 m, a przy minimalnym poziomie – 2640 m. Średnia szerokość zbiornika przy maksymalnym poziomie piętrzenia wyniesie 174 m, natomiast przy minimalnym – 138 m. Średnia głębokość przy maksymalnym poziomie piętrzenia 2,57 m, przy minimalnym – 2,00 m.
Przy takim planowanym wariancie budowy zbiornika trzeba rozebrać tylko jedno gospodarstwo. Obecnie (sierpień 2007) prace przy budowie zbiornika polegają na wykupie gruntów, spośród których zdecydowaną większość udało się już pozyskać.
Projekt budowlano-wykonawczy w wyniku przetargu (31.10.2008) wykona firma Hydroprojekt z Poznania. Budowę zbiornika i zapory planuje się na lata 2010 – 2012.
Budowa zbiornika budzi jednak kontrowersje z powodów ekologicznych (zniszczenie fragmentu naturalnej rzeki). W 2011 r. Regionalny Dyrektor Ochrony Środowiska w Poznaniu odmówił zgody na budowę zbiornika.